# Inta Ruka
Inta Ruka, född 1958 i Riga, är en lettisk internationellt erkänd fotograf. 

## Karriär
Inta Ruka växte upp med sin mor under enkla förhållanden och utbildade sig till sömmerska. På examensdagen fick hon en kamera av modern och sedan dess har hon ägnat sig åt foto på heltid. Hon gick med i fotogruppen Ogre och lärde sig hantverket. Ruka började fotografera på allvar i slutet av 1970-talet och har mestadels fokuserat på porträttfotografi. Många av fotona har hon tagit i sin mors hemby Balvi vid ryska gränsen i östra Lettland. Hon slog igenom internationellt då hon representerade Lettland vid Venedigs konstbiennal 1999.
Inta Ruka är en av Lettlands mest framträdande fotografer. Hon har haft stora framgångar med utställningar i Storbritannien, Frankrike, Holland och Tyskland, och finns representerad i flera internationella samlingar. Bland Rukas verk märks bland annat tre stora fotografiska projekt som hon arbetat med sedan 1970-talet: My Country People (1983-2000), People I Happened to Meet (1988, 2000-2004) och Amalias Street 5a (2004-2008). Inta Ruka har aldrig varit verksam som pressfotograf utan bara med egna projekt. Hon är självlärd och kopierar fortfarande sina bilder hemma. Hon använder en Rolleiflex-kamera som hon alltid har på stativ, och arbetar med befintligt ljus.
Inta Ruka var gift med den lettiske fotografen Egon Spuris fram till hans död på 90-talet. Hon var även medlem i fotostudion Ogre, som leddes av Spuris. Vid sidan av fotograferandet arbetar hon som lokalvårdare på svenska ambassaden i Riga.
Inta Ruka porträtterades 2009 i den svenska dokumentärfilmen Fotografen från Riga av Maud Nycander. 2013 kom Nycanders film Vägens ände, där hon skildrar vänskapen mellan Daina och Inta Ruka. Daina är en av kvinnorna som Ruka brukar fotografera.